# Mantoño
Mantoño es una aldea española del municipio de Puerto del Son, La Coruña, Galicia. Pertenece a la parroquia de Goyanes.
Está situada en el norte del municipio a 89 metros de altura y a 7,1 kilómetros de la capital municipal. Las localidades más cercanas son Beneso y A Silva. En 2022 tenía una población de 56 habitantes (28 hombres y 28 mujeres).